# Zwemmersjeuk

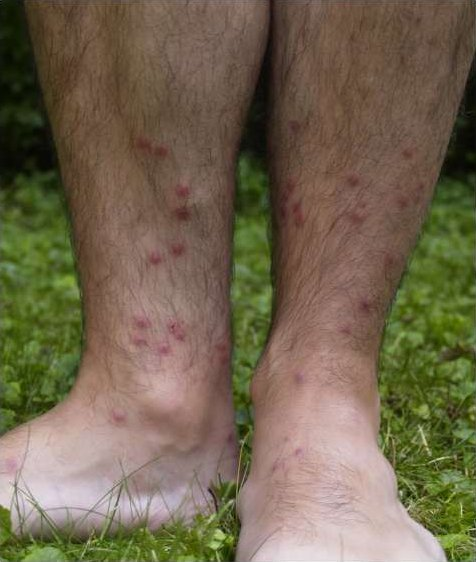
Zwemmersjeuk op de onderbenen

Zwemmersjeuk is een aandoening met jeukende bultjes die ontstaan door een allergische reactie met de larven van de platworm Trichobilharzia ocellata na het zwemmen in een buitenplas of meer. 
Deze larven leven in waterslakken en willen zich via het water verplaatsen naar hun volgende gastheer en zich hechten zich aan watervogels, waar de larve zich verder ontwikkelt tot parasitaire worm. Ze leven in zoet water en zijn met het blote oog niet te zien.
De larven proberen de huid van de mens binnen te dringen en sterven daar. De bultjes zijn een auto-immuunreactie van het menselijk lichaam en kunnen erg jeuken. Meestal verdwijnt die jeuk binnen 12 uur. Soms krijgt men ook hoofdpijn of koorts en kunnen de pijnlijk jeukende bultjes langer blijven. Na een paar dagen verdwijnt de huiduitslag. 
De aandoening is te voorkomen of de klachten te verminderen door meteen na het zwemmen te douchen.